# Contea di Colquitt
La contea di Colquitt (in inglese Colquitt County) è una contea dello Stato della Georgia, negli Stati Uniti. La popolazione al censimento del 2000 era di 42 053 abitanti. Il capoluogo di contea è Moultrie.